# 유통경제
유통경제(流通經濟)는 하나의 순수한 이상형이고 각 개별경제의 정확한 관찰에서 추론된 것이다.  유통경제는 서로 유통하는, 다시 말하면 교환하는 경영과 가계로 성립되는 경제이다. 경영이란 하나의 경제단위이며 그 내부에서 노동과 물적 생산수단을 구입 결합하여, 판매되는 상품, 즉 생산물의 생산이 실현된다. 가계는 상품의 구입 즉 생산물을 소비하는 경제주체이며, 그러기 때문에 어떠한 재화가 생산되는 가족경졔에서의 가정(家政)과는 명백하게 구별해야 한다.
이 유통경제형에는 중앙지도경제란 요소는 전혀 존재하지 않는다. 간략하게 말하여 경영에서는 생산을 하고 가계에서는 소비를 한다. 이러한 경우에 가계로부터는 동시에 노동 및 저축이 공급되고 거기에서 소득이 발생한다.  개개의 유통경제적 경영 또는 가계의 계획은 중앙지도 경제조직의 계획과는 같지 않다. 중앙지도경제에 있어서는 공동체의 경제 과정이 언제나 하나의 기관에 의해서 지도되기 때문에 이 계획은 완성적(完成的)인 것이다. 유통경제에서의 경영 또는 가계의 지도자는 그것과 전혀 다른 태도를 취해야 한다. 그와 같은 개별경제에서는 전체 사회경제 과정의 한 작은 부분이 나타나는 데에 불과하다. 따라서 그 계획은 비(非)완성적인 것이며 하나의 부분 계획이다. 한 유통경제적 공동체 안에 공존하는 개개의 경영지도자와 가계지도자는 자기의 계획에 다른 사람의 행동과 계획을 고려해야 한다. 모든 개별경제는 서로 의존하는 관계에 있고, 따라서 유통경제에 있어서는 개별적 계획의 체계와 질서가 문제라 하겠다.  이 문제에는 두 방향에서 해답을 구하지 않으면 안된다. 첫째는 하나의 유통경제에는 항상 하나의 계산 척도가 존재해야 한다는 것이다. 개별경제의 제계획은 이에 의해서 스스로 질서를 세울 수 있게 된다. 생산물이 무수한 경영에 의해서 생산되는 그것이 실물인 채 교환이 되며 노동자의 노임이 소비재로 지불된다고 가정하면, 거기에 어떠한 계산 척도 즉 비교하기 위한 표준이 있어야만 경영이나 가계에서 그의 필요한 경제계획을 수립할 수 있다. 가령 한 사람의 공장주가 노동자의 월급으로 일정량의 빵, 고기, 맥주를 주고 노동자가 생산한 재화를 신, 빵, 양모와 교환하였다고 한다면, 이러한 거래가 그에게 이익인가 또는 손해인가라는 판단은 계산척도가 없다면 불가능한 일이다. 따라서 통일적 계산척도란 유통경제의 필연적인 속성이라 하겠다.  둘째로는 각 개별경제는 공급자이면서 수요자여서 모든 유통경제적 관계는 항상 시장에서 거래되는 공급과 수요에 의하여 실현된다.
그런데, 개별경제가 수요하고 공급하는 방법은 역사적인 경험을 통하여 보면 가지가지인데, 그 차이는 두 가지로 나누어 생각해 볼 수가 있다.  그 하나는 시장 형태의 차이에서 기인한다. 시장은 먼저 그것이 공개적인가 봉쇄적인가에 따라서 분류된다. 이러한 두 가지 시장의 차이는 봉쇄적 시장이 법률적 명령·관습법 또는 세론에 의하여 수요와 공급이 제한된 시장이라고 하는 데에 있다. 공개적 시장에서는 제한부 허가 내지는 금지가 존재하지 않는다. 다음에 시장의 공개성 및 봉쇄성과는 별도로 개별경제가 무엇을 여건으로 삼느냐에 따라서 시장을 다시금 구별할 수가 있다. 즉, 독점에서 여건이 되는 것은 수요자와 공급자와의 각자에게 기대되는 태도이며, 경쟁에 있어서는 가격이다.  나머지 하나는 화폐 형태의 차이에 기인한다. 보편적으로 화폐의 기능에는 교환수단으로서의 기능과 계산단위로서의 기능이 있는데 그렇다고 하여 반드시 두 기능을 동시에 가진다고 말할 수는 없다. 화폐가 교환수단으로서나 가치척도로서도 소맥을 이용하는 경우 등, 전형적으로 둘로 나누어 생각할 수가 있다. 그러므로 먼 곳과의 상업거래는 화폐의 기능이 분리되어 있는 것이 편리하다. 화폐에게 이중의 기능이 있을 때에는 교환수단으로서의 화폐는 계산 단위에 비례하여 변동한다. 시세(時勢)는 가지고 있지만 기능이 분리되어 있을 경우에는 시세의 변동에 반비례(反比例) 한다. 따라서, 개별경제의 주체가 행동하는 방식은 그 두 경우에 있어서 달라질 수밖에 없다.